# Даду
Даду (урд. دادو) је град у Пакистану у покрајини Синд. Према процени из 2006. у граду је живело 146.714 становника.

## Становништво
Према процени, у граду је 2006. живело 146.714 становника.
| 1981.  | 1998.  | 2006.   |
| ------ | ------ | ------- |
| 39.298 | 98.575 | 146.714 |